# سازگاری پین
در الکترونیک، افزاره‌های سازگارپین‌ (به انگلیسی: pin-compatible)، اجزای الکترونیکی هستند، عموماً مدارهای مجتمع یا کارت‌های توسعه، که ردپایه مشترکی دارند و دارای عملکردهای مشابهی هستند که روی همان پین‌ها اختصاص داده شده یا قابل استفاده هستند. سازگاری پین ویژگی مورد نظر یکپارچه‌سازان سامانه‌ها است زیرا به محصول اجازه می‌دهد بدون طراحی مجدد بردهای مدار چاپی به‌روز شود، که می‌تواند هزینه‌ها را کاهش دهد و زمان عرضه به بازار را بکاهد.
اگرچه افزاره‌هایی که سازگارپین هستند ردپایه مشترکی دارند، اما لزوماً از نظر الکتریکی یا گرمایی سازگار نیستند. درنتیجه، سازندگان اغلب افزاره‌هایی را مشخص می‌کنند که یا پین-به-پین (به انگلیسی: pin-to-pin) یا سرجا (به انگلیسی: drop-in) سازگار هستند. افزاره‌های سازگارپین عموماً برای امکان ارتقاء در یک خط محصول تک، امکان جایگزینی افزاره‌هایی با پایان عمرمفید با مشابه‌های جدیدتر یا رقابت با محصولات مشابه تولیدکنندگان دیگر، تولید می‌شوند.

## سازگاری پین-به-پین
افزاره‌های سازگار پین-به-پین، عملکردهایی را به پین‌ها تخصیص می‌دهد، اما ممکن است ویژگی‌های الکتریکی (ولتاژهای تغذیه، یا فرکانس‌های نوسان‌گر) یا ویژگی‌های حرارتی (TDP، منحنی‌های جریان مجدد، یا تلرانس دما) متفاوتی داشته باشند. در نتیجه، استفاده از آن‌ها در یک سامانه ممکن است مستلزم آن باشد که بخش‌هایی از آن سامانه، مانند زیرسامانه تحویل توان آن، متناسب با قطعه جدید تطبیق داده شود.
در موارد دیگر، به‌ویژه رایانه‌ها، ممکن است دستگاه‌ها با پین-به-پین سازگار باشند، اما درنتیجه تقسیم‌بندی بازاری ناسازگار شوند. برای مثال، پردازنده‌های Core و Xeon E3v5 کلاس-رومیزی اینتل اسکای‌لیک، هر دو از سوکت ال‌جیی‌ای ۱۱۵۱ استفاده می‌کنند، اما مادربردهایی که از چیپ‌ست‌های سری C230 استفاده می‌کنند، فقط با پردازنده‌های با نام تجاری اِگزنون سازگار خواهند بود و با پردازنده‌های با برند کُر کار نمی‌کنند.

## سازگاری سرجا
افزاره با سازگاری سرجا (به انگلیسی: drop-in) افزاره‌ای است که ممکن است بدون نیاز به ایجاد تغییرات جبران‌ساز در سیستمی که این افزاره بخشی از آن بوده‌است با افزاره دیگری تعویض شود. این افزاره همان عملکردهای موجود در همان پین‌ها را خواهد داشت و از نظر الکتریکی و حرارتی سازگار خواهد بود. چنین افزاره‌هایی ممکن است دقیقاً با افزاره‌هایی که می‌توانند جایگزین شوند، مطابقت نداشته باشند. به عنوان مثال، آنها ممکن است دامنه وسیع تری از تحمل ولتاژ تغذیه یا دما را داشته باشند.